# Anton Maresch
Anton Maresch (* 8. August 1991) ist ein ehemaliger österreichischer Basketballspieler.

## Spielerlaufbahn
Maresch begann seine Bundesligakarriere im Jahr 2007 für die Bundesligamannschaft des UBSC Raiffeisen Graz, die in jenem Jahr trotz nicht erreichter sportlicher Qualifikation den durch den Rückzug der VIVA 49ers Basket freigewordenen 12. Ligaplatz einnahm. Für die Saison 2010/11 wechselte er zu den Xion Dukes Klosterneuburg, doch bereits im Jahr darauf wechselte er zum andorranischen und in der dritten spanischen Basketballliga, LEB Plata genannt, spielenden Verein BC Andorra. Der für seine spektakuläre Spielweise bekannte Maresch verließ Klosterneuburg zunächst mittels Leihabkommen. Gleich in seiner ersten Saison gelang ihm mit Andorra in die zweite spanische Basketballliga (LEB Oro). Anschließend trug er im Spieljahr 2012/13 ebenfalls die Farben der Mannschaft.
Zur Saison 2013/14 wechselte er zum spanischen Zweitligisten CB Atapuerca und gewann mit der Mannschaft 2014 den Meistertitel. In der Saison 2015/16 spielte er für den spanischen Basketballzweitligisten CB Miraflores.
Im September 2016 kehrte Maresch zum UBSC Raiffeisen Graz zurück und spielte bis 2020 für die Mannschaft. Beruflich wurde er als Vermögensberater tätig.

## Nationalmannschaft
In die Nationalmannschaft berufen wurde Maresch zum ersten Mal im Rahmen der Qualifikation zur Basketball-Europameisterschaft 2013. Weitere Einsätze folgten in den Qualifikationsrunden zu den Europameisterschaften 2015 und 2017.